# Museo Smithsoniano de Arte Americano
El Museo Smithsoniano de Arte Americano (Smithsonian American Art Museum en idioma inglés) es un museo de arte localizado en Washington D. C. que tiene una extensa colección de arte de Estados Unidos. Forma parte del Instituto Smithsoniano y cuenta con una amplia variedad de arte estadounidense que cubre todas las regiones y los movimientos artísticos de los Estados Unidos. Entre los artistas significativos representados en su colección están Nam June Paik, Jenny Holzer, David Hockney, Georgia O'Keeffe, John Singer Sargent, Albert Pinkham Ryder, Albert Bierstadt, Edmonia Lewis, Thomas Moran, James Gill, Edward Hopper y Winslow Homer. Desde 1968, ocupa el antiguo edificio de la Oficina de Patentes —Old Patent Office—, diseñado por Robert Mills en estilo neogriego y construido entre 1836-1867, que comparte con otro museo smithsoniano, la National Portrait Gallery
El museo cuenta con dos espacios públicos considerados innovadores el Luce Foundation Center for American Art y el Centro de Conservación Lunder. La Luce Foundation Center es el primer almacén de arte y centro de estudios en Washington D. C. Tiene más de 3300 objetos en 64 vitrinas de seguridad, lo que cuadruplica el número de obras de arte de la colección permanente en exhibición. Kioscos interactivos proporcionan información al público acerca de todos los objetos en exhibición, incluyendo una discusión de cada obra de arte, biografías de artistas, entrevistas en audio, videoclips e imágenes fijas.
El Centro de Conservación Lunder es el primer centro de conservación de arte que permite al público vistas entre bastidores de los trabajos de conservación. El personal de conservación es visible para el público a través de paredes de vidrio de piso a techo que permiten a los visitantes comprobar de primera mano todas las técnicas que los restauradores utilizan para examinar, tratar y conservar las obras de arte. Personal del Smithsonian American Art Museum y de la National Portrait Gallery trabajan en el Centro Lunder. 
El Smithsonian American Art Museum abrió sus puertas al público en su ubicación actual en 1968, cuando el Instituto Smithsoniano renovó el antiguo edificio de la Oficina de Patentes con el fin de mostrar su colección de obras de arte. Anteriormente la colección —que se inició en 1829— se exhibió en el edificio Smithsoniano del National Mall. El Smithsonian American Art Museum ha tenido muchos nombres en los últimos años: Smithsonian Art Collection, National Gallery of Art, National Collection of Fine Arts y National Museum of American Art. El museo adquirió su nombre actual en octubre del 2000.

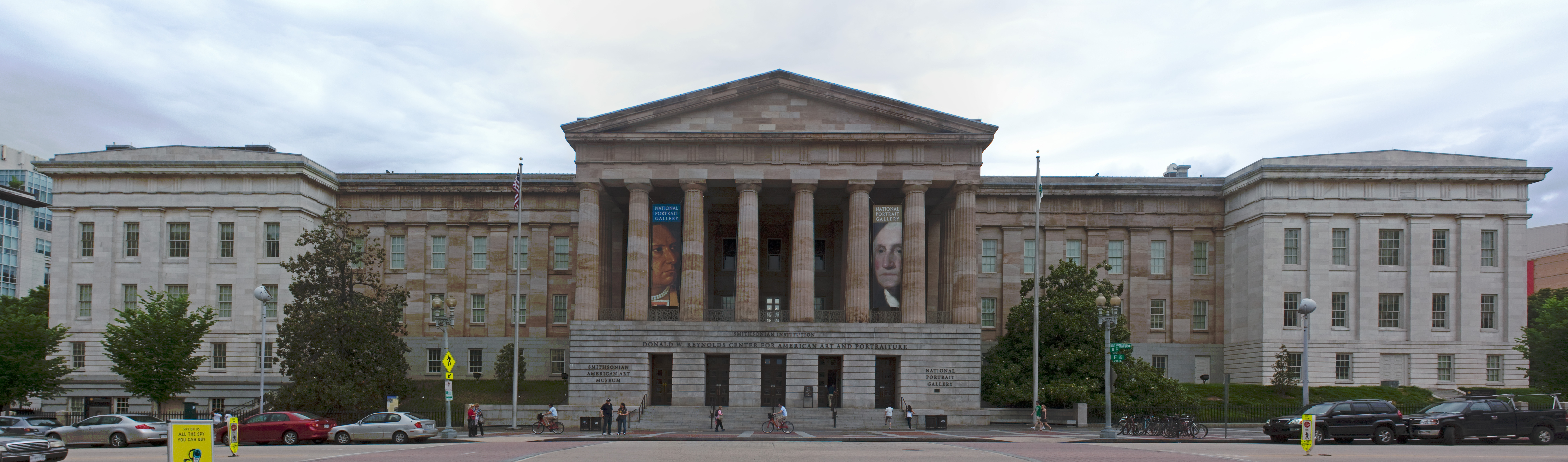
Vista de la fachada completa del Old Patent Office Building, sede de la National Portrait Gallery y del Smithsonian American Art Museum en la calle F Street NW in Washington D. C.

Desde 1983 dispone de una colección de fotografías que se estima en un millón, aunque con calidades artísticas muy diversas. Se inició con una donación de unas mil quinientas fotografías por el  National Endowment for the Arts e incorpora colecciones como la de Diane Arbus, Aaron Siskind, Timothy O'Sullivan o Irving Penn. Dispone de fotografías de gran cantidad de fotógrafos pioneros como William Fox Talbot, Eadweard Muybridge, Edward Weston y Weegee.
El Smithsonian American Art Museum comparte su histórico edificio con la National Portrait Gallery, otro museo Smithsoniano. Aunque los nombres de los dos museos no han cambiado, se conocen colectivamente como el Donald W. Reynolds Center for American Art and Portraiture.